# Proinflamatorni citokin
Proinflamatorni citokin je citokin koji podstiče sistemsku inflamaciju. Primeri takvih citokina su IL-1 i TNF alfa.

## Literatura
1. ↑  Dinarello CA (2000). „Proinflammatory cytokines”. Chest. 118 (2): 503—8. PMID 10936147. doi:10.1378/chest.118.2.503. Архивирано из оригинала 25. 03. 2020. г. Приступљено 02. 08. 2010.
2. ↑  Cheung CY; Poon LL; Lau AS;  . (2002). „Induction of proinflammatory cytokines in human macrophages by influenza A (H5N1) viruses: a mechanism for the unusual severity of human disease?”. Lancet. 360 (9348): 1831—7. PMID 12480361. doi:10.1016/S0140-6736(02)11772-7.